# H. Rancke
Die Schiffswerft H. Rancke aus Hamburg-Neuenfelde bestand von 1922 bis 1975.

## Geschichte
Die Ursprünge der Werft gehen auf die 1871 am Neuenfelder Fährdeich eröffnete Schmiede von Johann Rancke zurück. Diese fertigte ihre Schmiedearbeiten, außer für die umliegende Landwirtschaft, auch für die benachbarte Sietas-Werft. Im Jahr 1911 übernahm Heinrich Rancke, der Sohn des Unternehmensgründers, den Betrieb. Er entschied sich 1922 dazu, neben der bestehenden Schmiede eine kleine Schiffswerft auf dem Firmengelände zu etablieren. Zu diesem Zweck kaufte er im selben Jahr die Weide seines Nachbarns, wodurch der Betrieb einen Zugang zur Este erhielt.
Als erste Neubauten entstanden ab etwa 1925 mehrere kleine Stahlschuten auf der Rancke-Werft, gefolgt von der auf eigene Rechnung gefertigten Motorbarkasse Gertrud. Die erste Schiffbauhalle wurde 1927 eingeweiht. In der Folgezeit lieferte H. Rancke mehrere Hafenbarkassen und Hafenschlepper an verschiedene Auftraggeber ab, parallel dazu wurden weiterhin Schmiedearbeiten für landwirtschaftliche Betriebe sowie für die Sietas-Werft, die Holst-Werft und Schierhorn-Werft durchgeführt. Im Jahr 1935 beschäftigte das Unternehmen 39 Mitarbeiter. Das erste Küstenmotorschiff, die Valda (320 BRT), lief 1939 mit der Baunummer 152 vom Stapel, wurde aber vor Fertigstellung vom Eigner an die Kriegsmarine verkauft und zum Wassertanker Wagrien umgebaut. Weitere Frachtschiffe folgten vorerst nicht. Die vorhandene Slipanlage, die unmittelbar an die Sietas-Werft grenzte, wurde 1940 erstmals vergrößert und daneben eine Helling für Schiffsneubauten errichtet, auf der im Verlauf des Zweiten Weltkriegs lediglich sechs Motorbarkassen und ein Hafenschlepper entstanden, die alle an die Kriegsmarine gingen. Daneben fertigte die Rancke-Werft als Zulieferer für Blohm & Voss unter anderem Teile für den U-Bootbau. Weil die Zahl der zivilen Reparaturaufträge nach Kriegsbeginn stark zunahm, wurde die Slipanlage 1942 ein zweites Mal umgebaut und für Schiffe bis 1000 Tonnen ausgelegt.

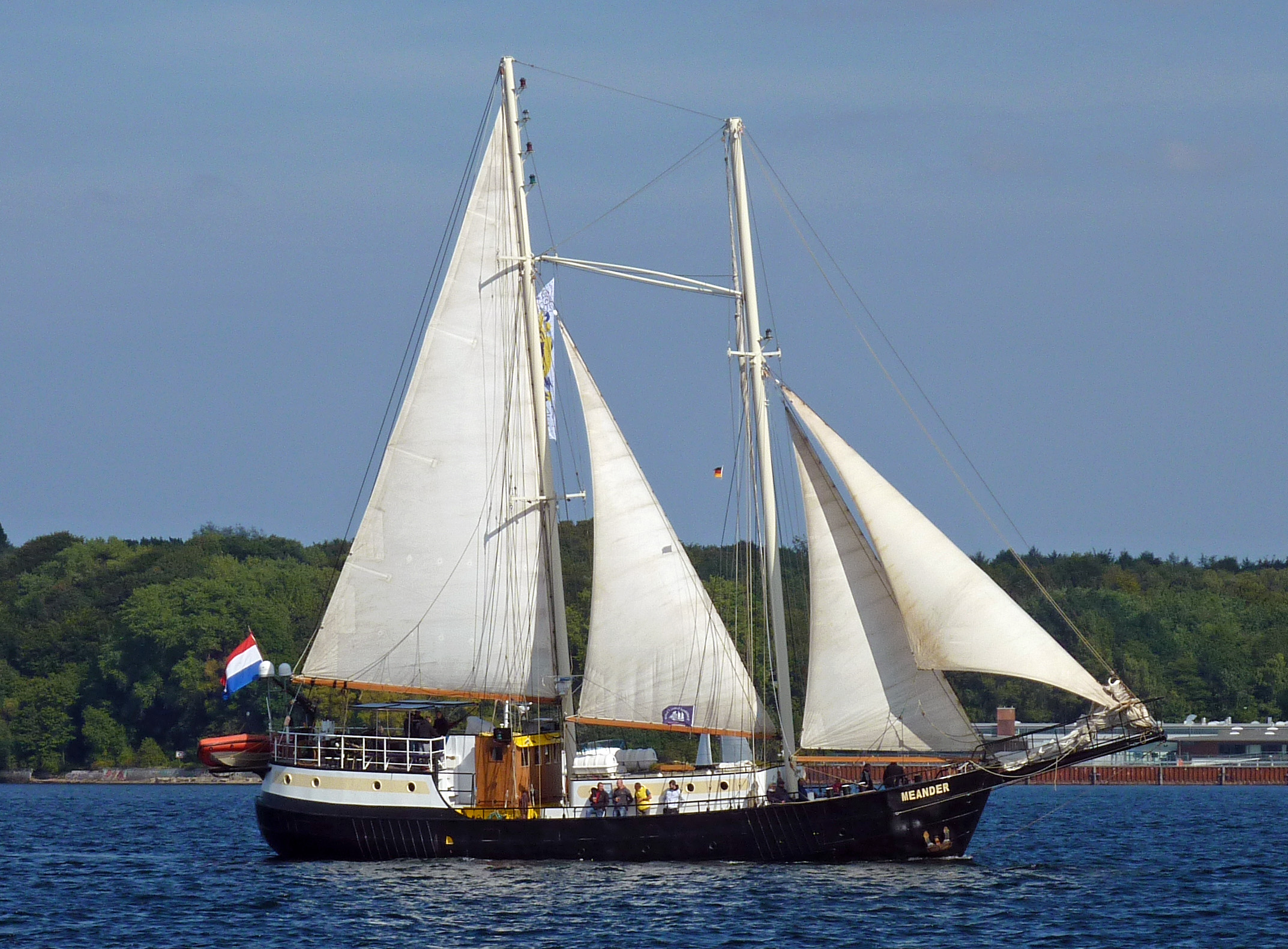
Die Meander, 1948 als Fischkutter HF 499 Anna Woldmann bei Rancke gebaut

Als erste Nachkriegsschiffe lieferte die Werft von 1946 bis 1949 fünf baugleiche, aus Stahl gefertigte Fischkutter ab. Am 4. März 1950 folgte mit der Cranz das erste Nachkriegskümo. Ab 1949 wurden die Rümpfe der Neubauten nicht mehr genietet, sondern elektrisch geschweißt. Am 1. Januar 1951 ging das Unternehmen an den Sohn Herbert Rancke über, der 1948 die Prüfung zum Schiffbaumeister abgelegt hatte und seit 1950 technischer Betriebsleiter war. Die Werft verfügte zu dieser Zeit über zwei 60 Meter lange Hellingen, eine für Schiffsreparaturen und eine zum Neubau. Darauf entstanden etwa drei Küstenmotorschiffe zwischen 300 und 500 BRT pro Jahr. Daneben führte die Werft zahlreiche Reparaturaufträge und Umbauten durch. Aufgrund der guten Auftragslage konnten 1952 zusätzliche Werkstätten gebaut und ein eigenes Konstruktionsbüro eingerichtet werden, bis dahin hatte man das Hamburger Ingenieurbüro Adolf Weselmann mit dem Anfertigen der Konstruktionspläne beauftragt. Im Jahr 1957 hatte die Werft eine Betriebsfläche von 7800 m2 und beschäftigte 180 Mitarbeiter. Aufgrund der Wohnungsnot in der Region gab Herbert Rancke im selben Jahr den Bau der ersten 16 Werkswohnungen in Auftrag, bis Mitte der 1960er-Jahre stieg deren Zahl auf 50. Die Fertigung auf dem Neubauslip wurde 1958 auf Sektionsbauweise umgestellt. Das Anheben und Einsetzen der vorgefertigten Segmente erfolgte mit zwei Demag-Autokränen, schienengeführte Portalkräne konnten auf dem Werftgelände aus Platzgründen nicht errichtet werden.
Zwar plante Rancke Ende der 1960er Jahre eine Modernisierung und Rationalisierung der Werft, um bessere Neubaubedingungen zu erhalten, der eigentliche Schwerpunkt der Werft lag jedoch stets beim Reparaturgeschäft. Alleine im letzten vollen Betriebsjahr wurden 44 Schiffe instand gesetzt. Aufgrund mangelnder Neubauaufträge geriet die Werft jedoch in finanzielle Schieflage, woraufhin die benachbarte Sietas-Werft den Betrieb zum 1. Juli 1968 mit Aktiva und Passiva übernahm. Für die nächsten Jahre bestand die Werft weiter und fertigte Lohnaufträge für Sietas. Am 24. November 1975 erlosch H. Rancke als eigenständiges Unternehmen.

## Schiffe
Die Baunummern der Nachkriegsschiffe begann bei 155 und bis zur Jolita, dem letzten im Juli 1968 mit der Nummer 213 abgelieferten Neubau, wurden hauptsächlich Küstenmotorschiffe gebaut. Ausnahmen blieben mehrere gefertigte Fischkutter sowie zwei 1964 für die Bundesmarine gebaute Frischwassertanker.

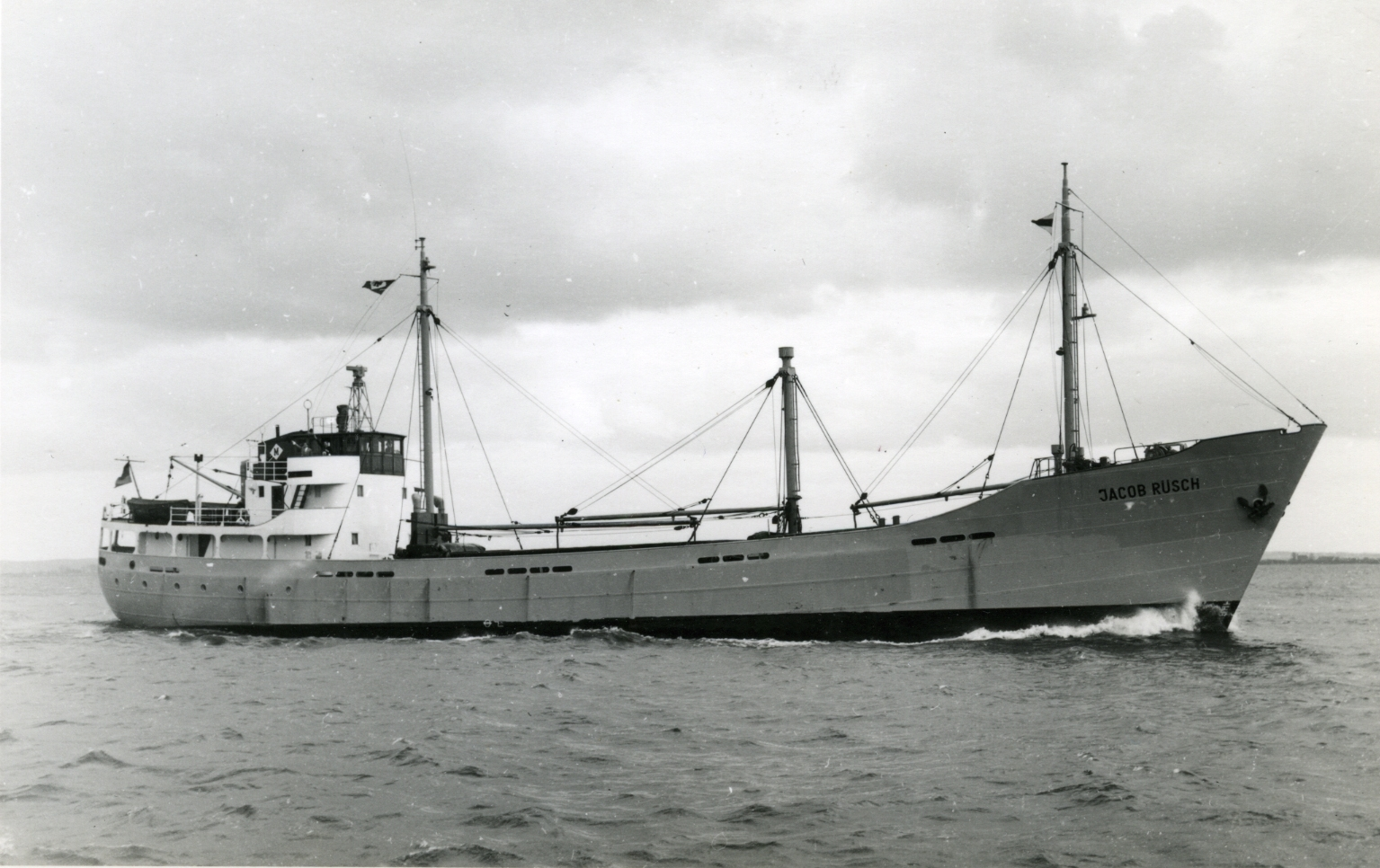
Jacob Rüsch, № 162, Baujahr: 1952
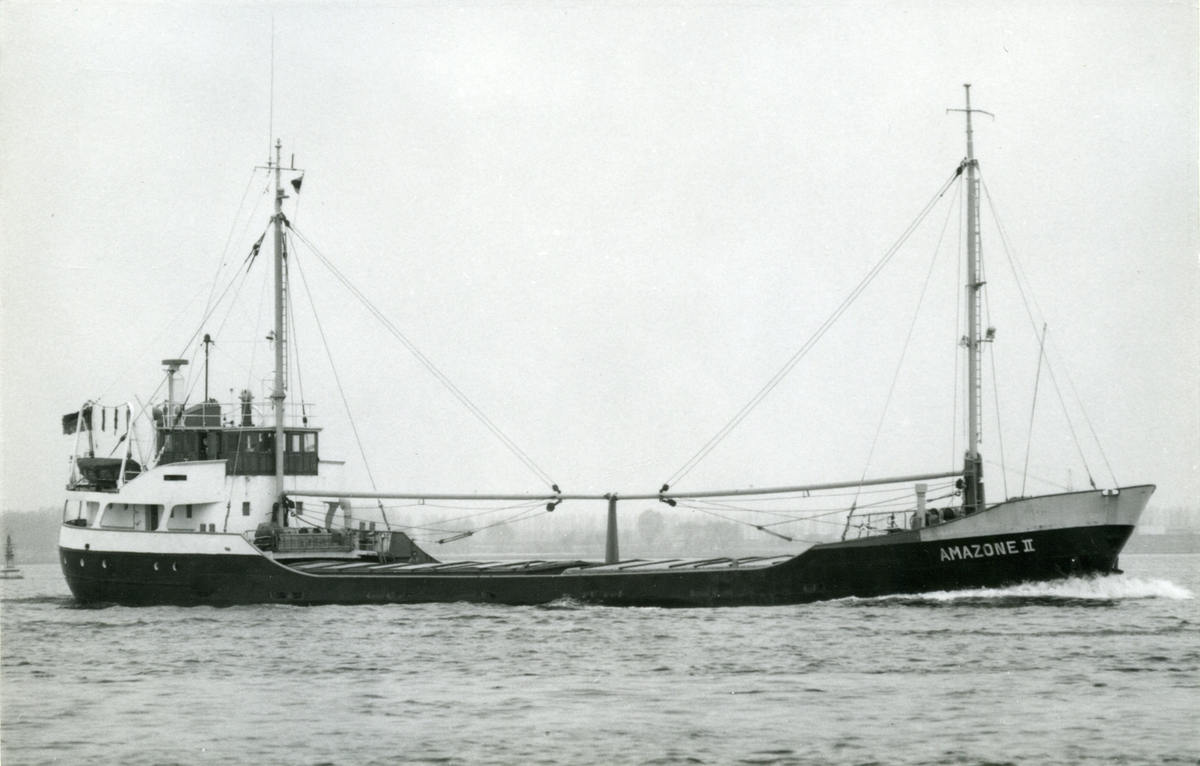
Amazone II, № 170, Baujahr: 1955
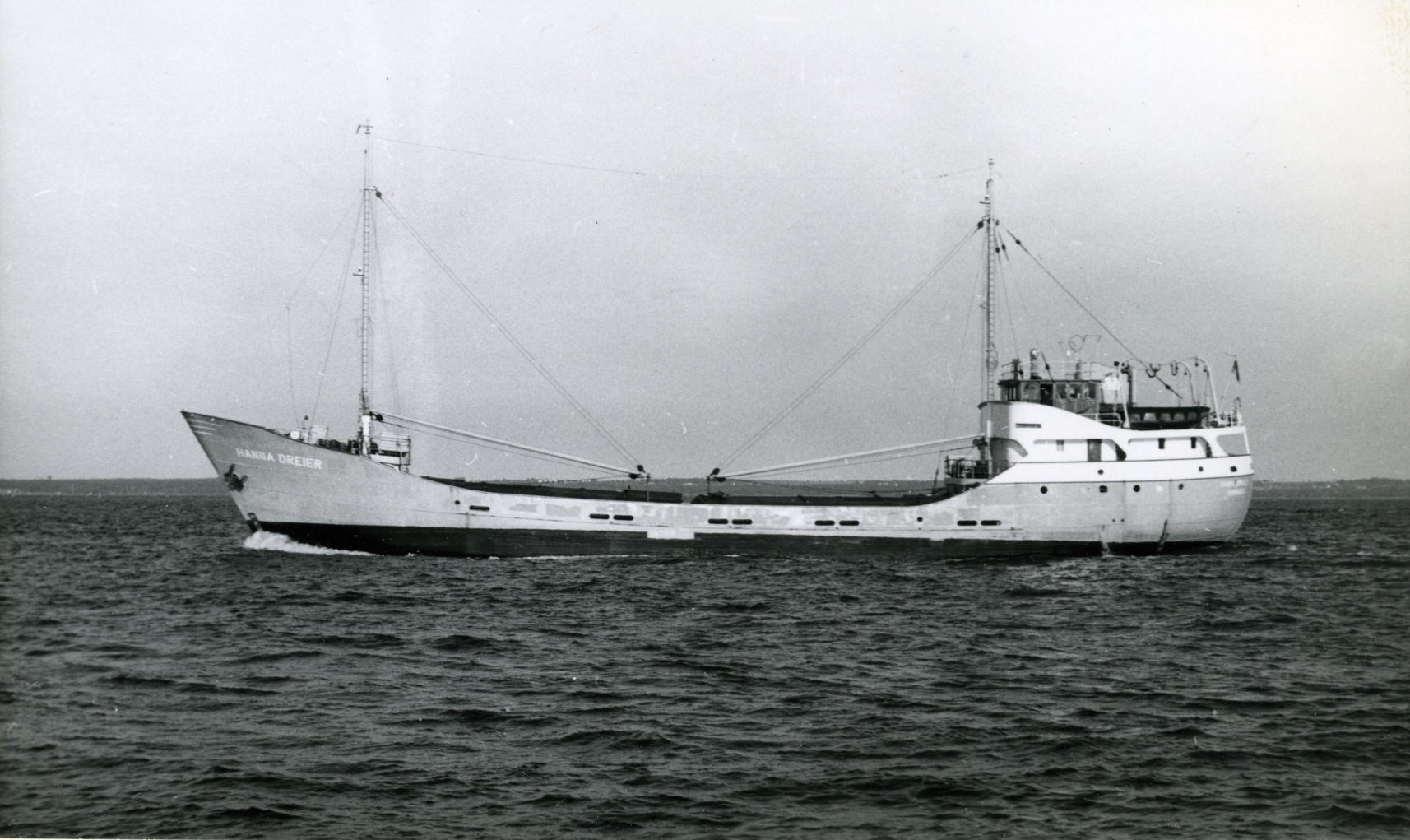
Hanna Dreier, № 173, Baujahr: 1956
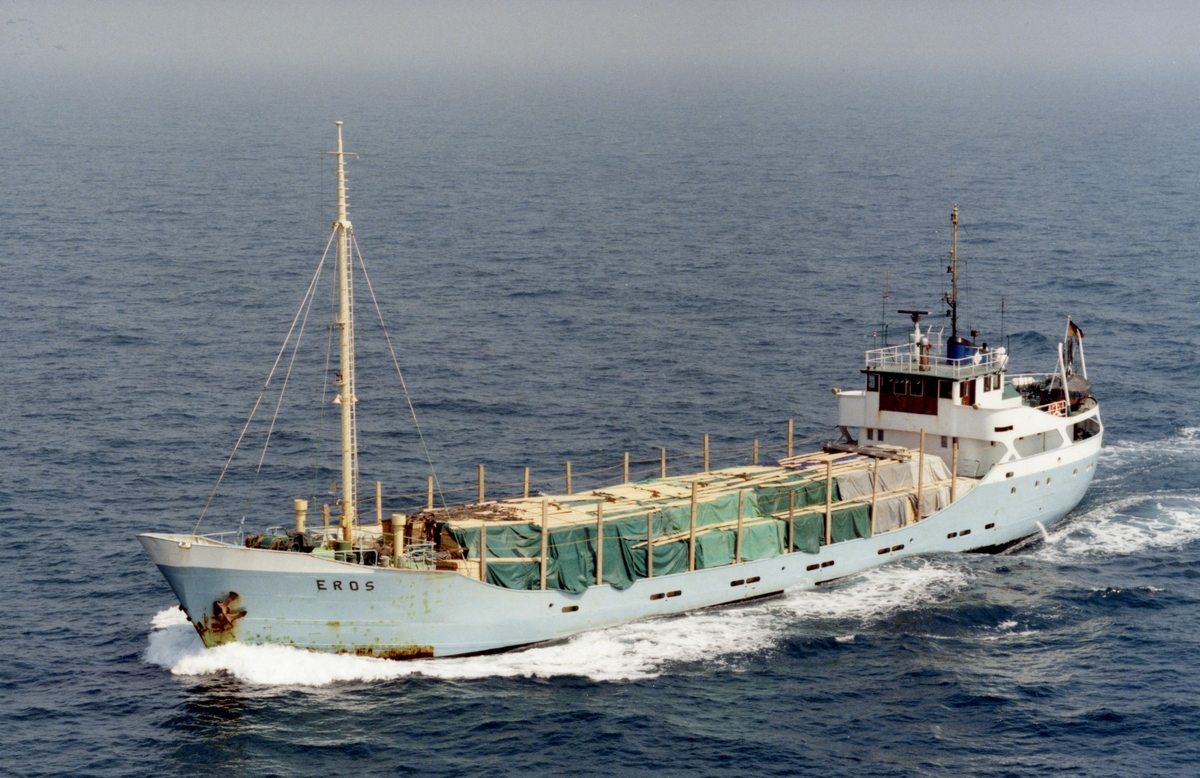
Eros, № 174, Baujahr: 1957
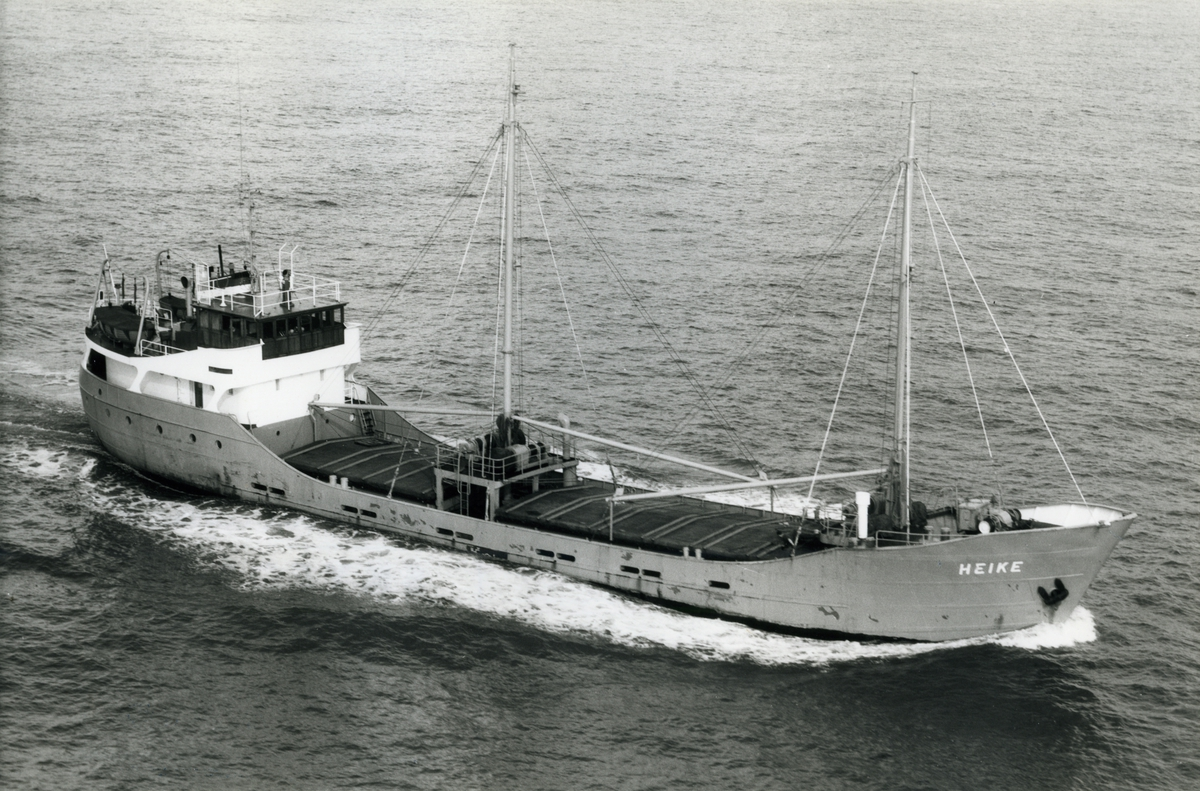
Heike, № 175, Baujahr: 1956
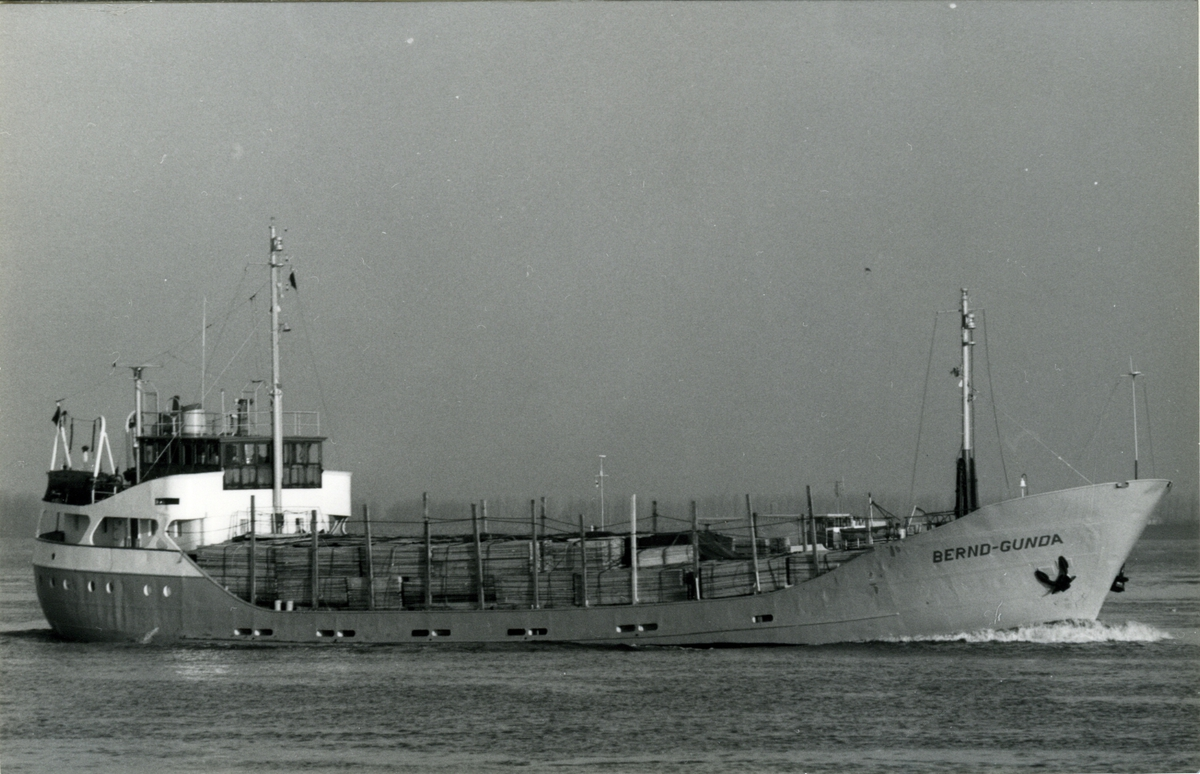
Bernd-Gunda, № 176, Baujahr: 1957
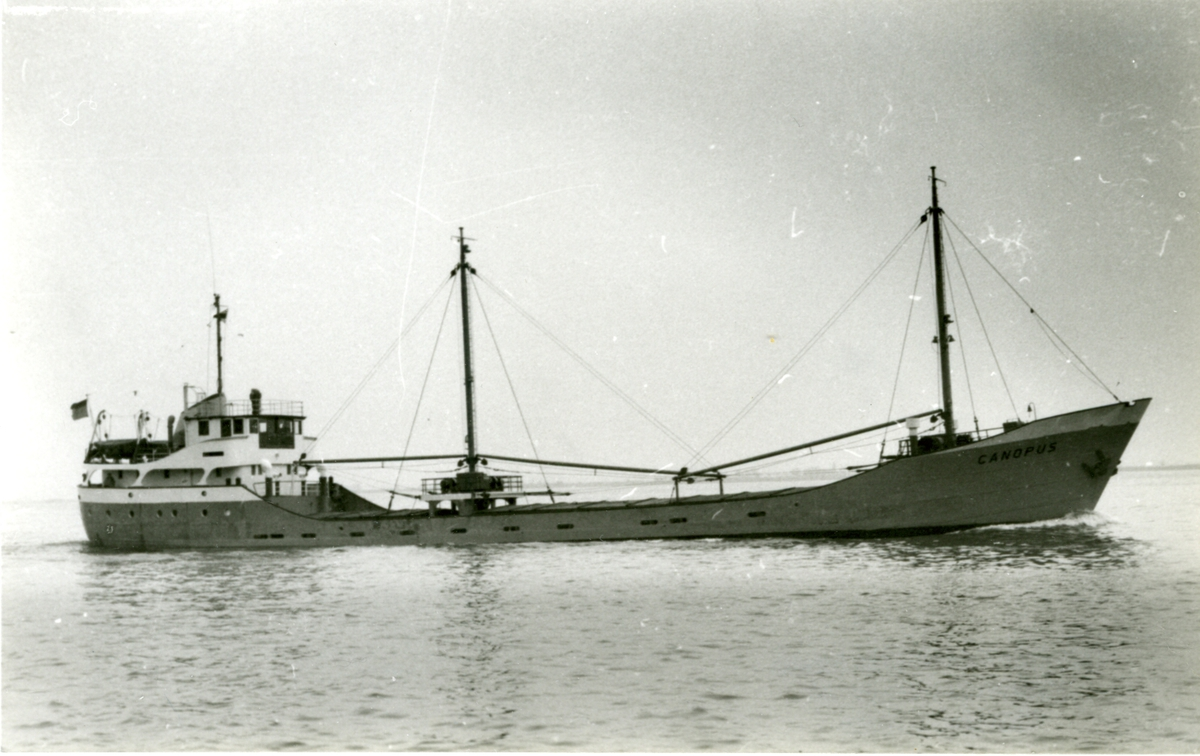
Canopus, № 177, Baujahr: 1959
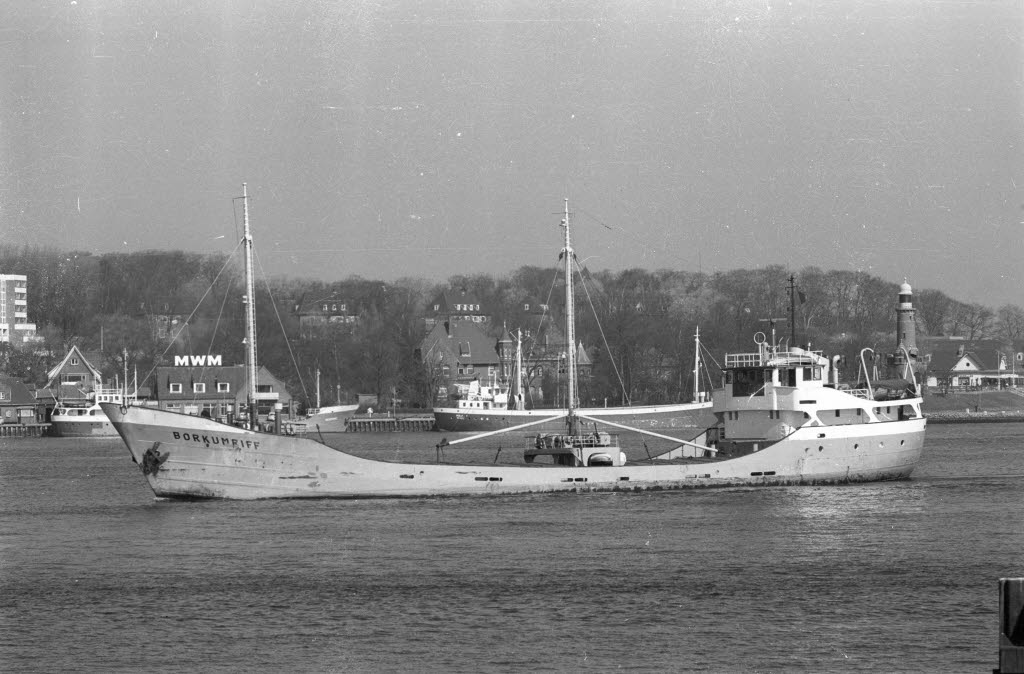
Borkumriff, № 179, Baujahr: 1958
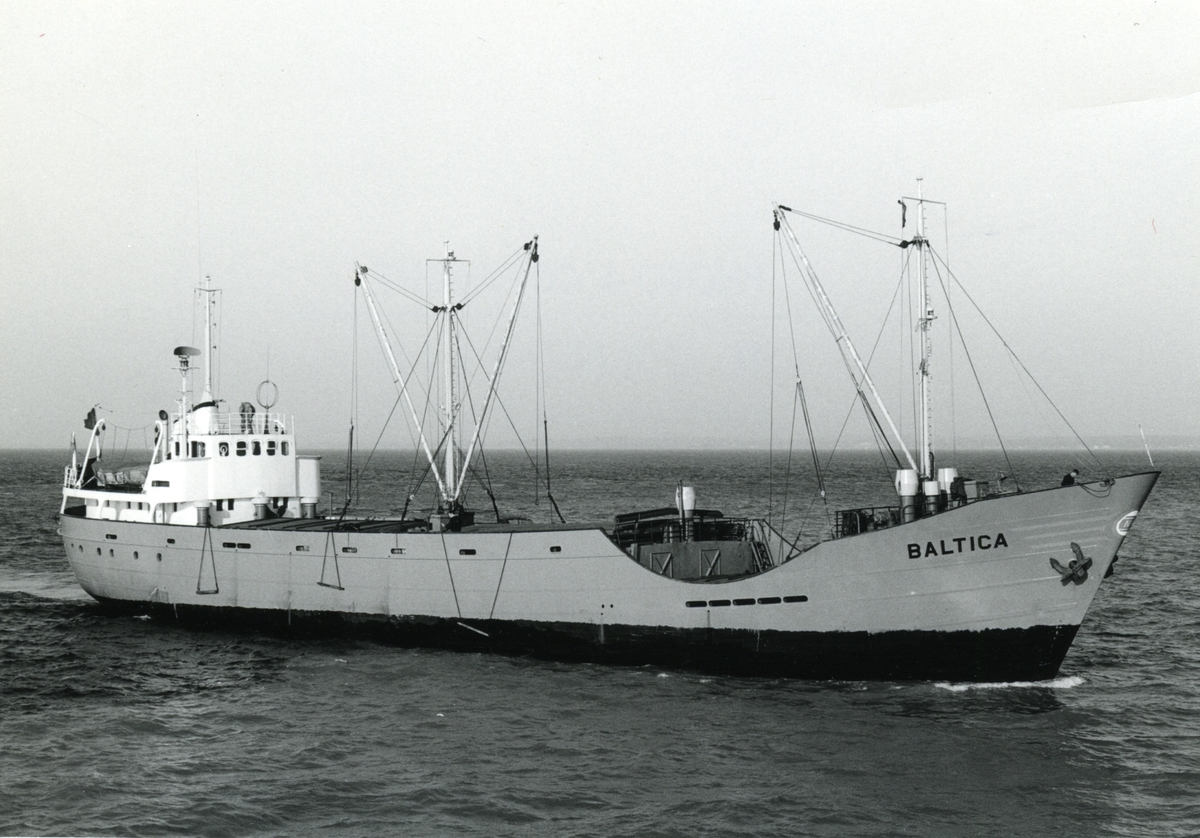
Baltica, № 185, Baujahr: 1960
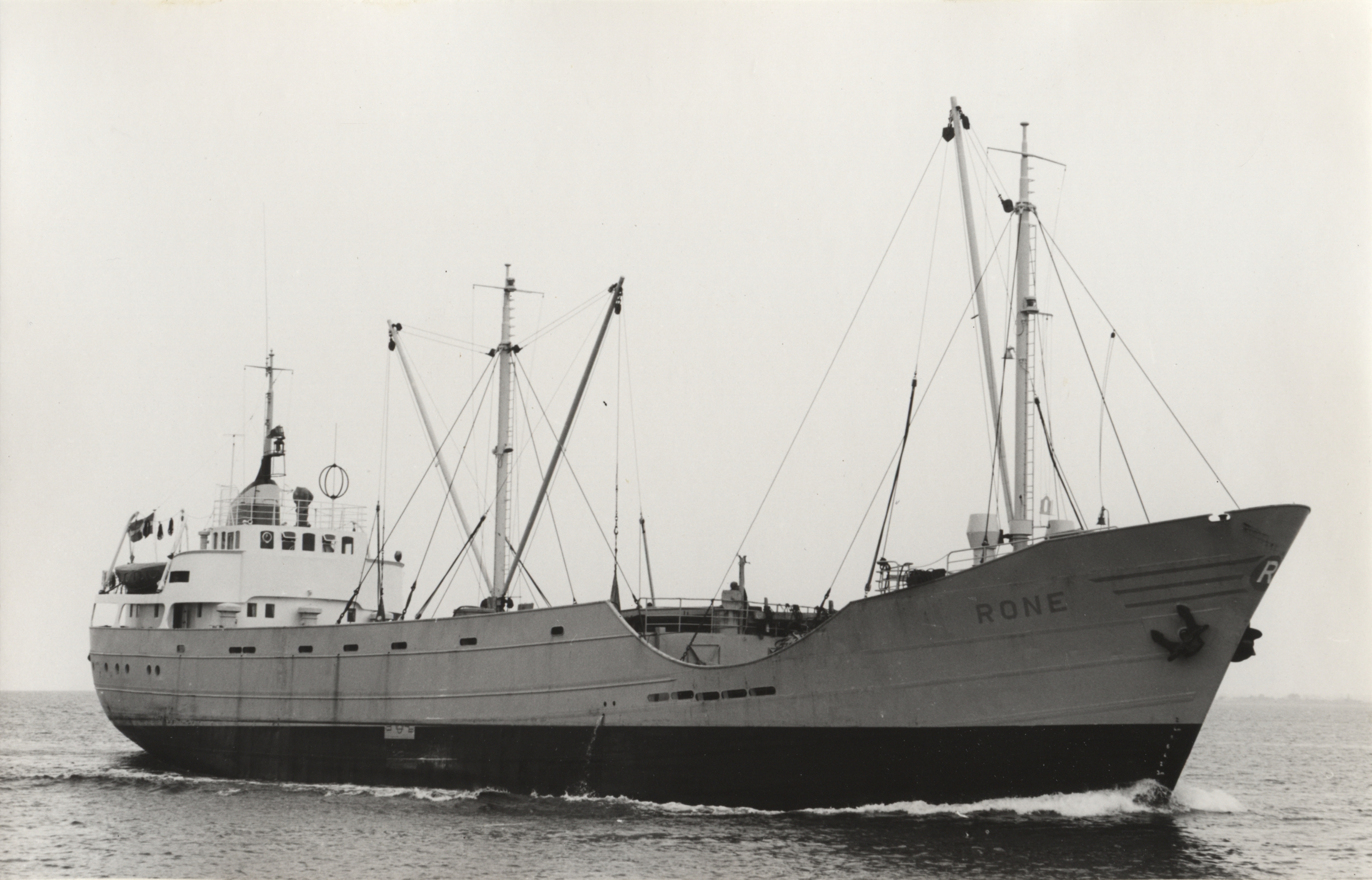
Rone, № 188, Baujahr: 1961
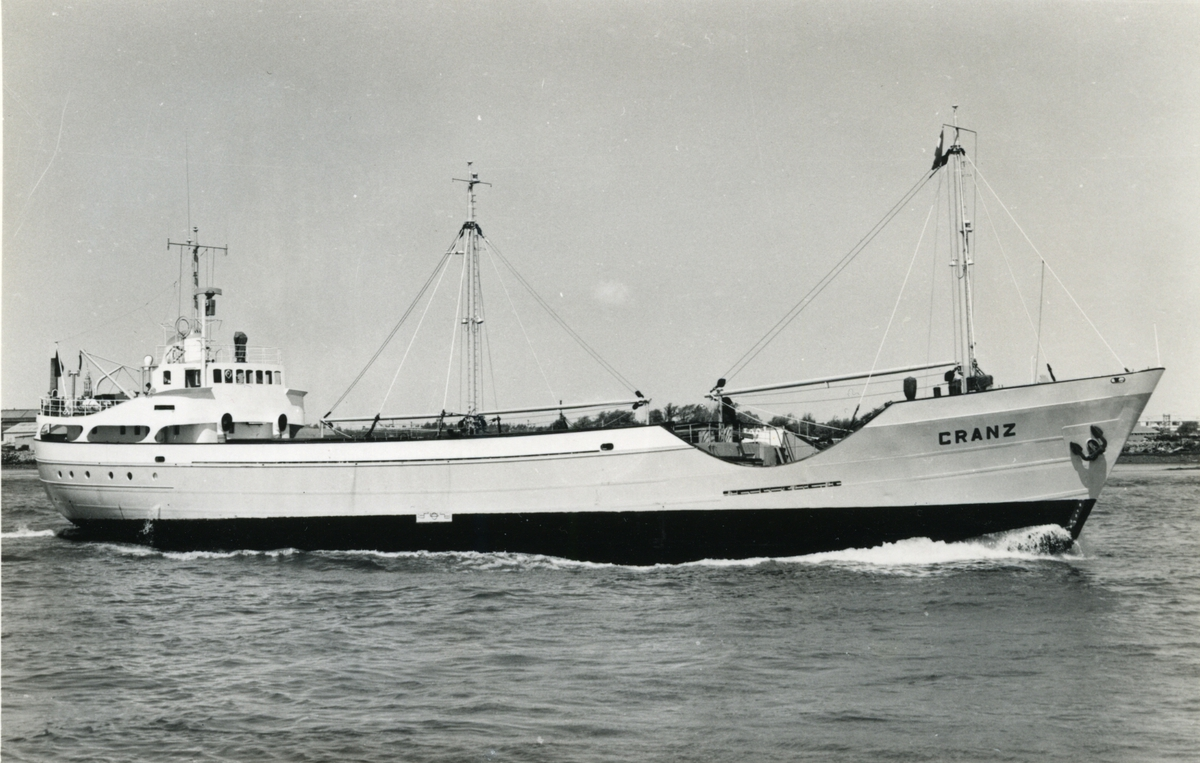
Cranz, № 195, Baujahr: 1963
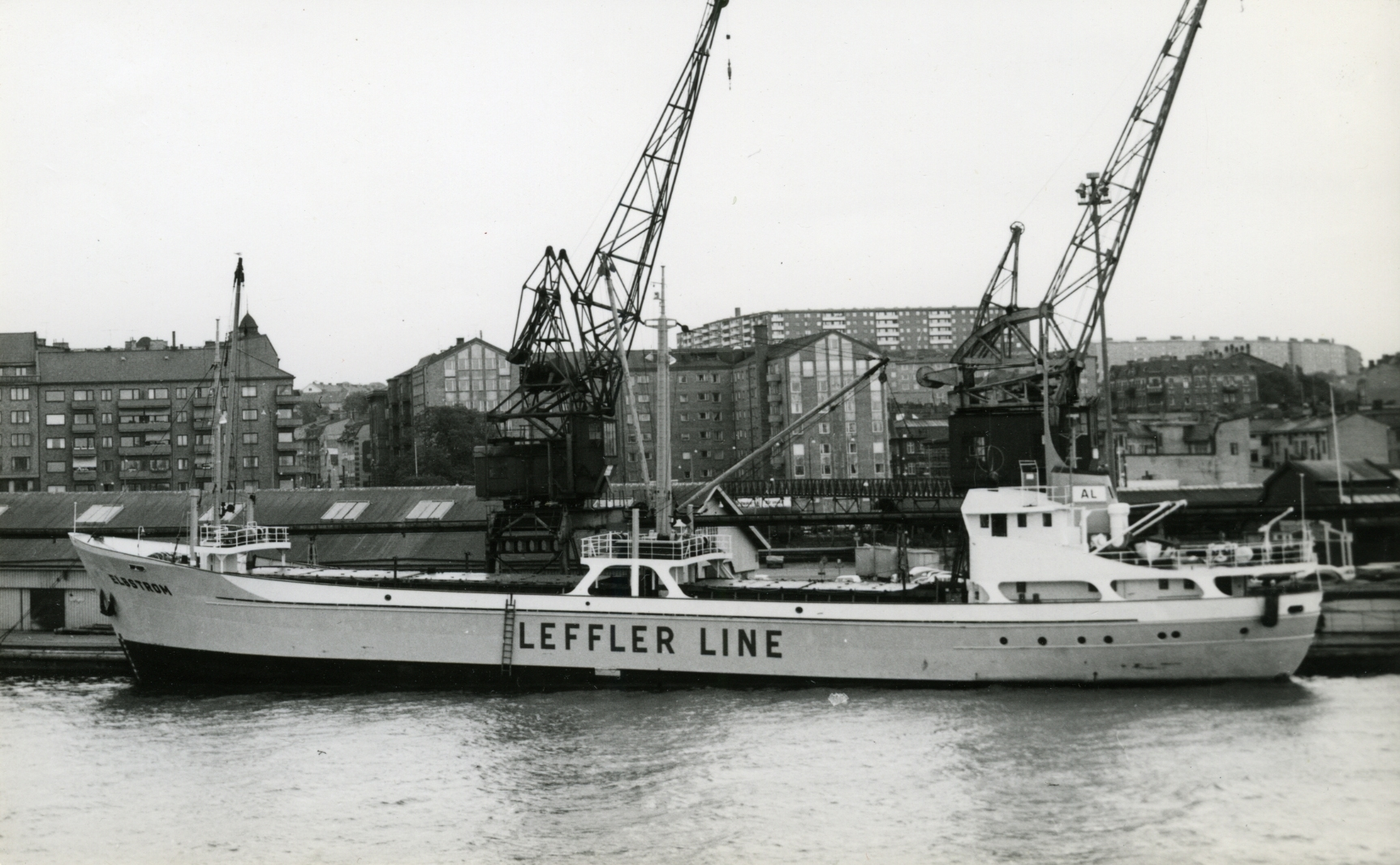
Elbstrom (II), № 198, Baujahr: 1965